# Рошон-Сендс
Рошон-Сендс (англ. Rochon Sands) — літнє село в Канаді, у провінції Альберта, у складі муніципального району Стеттлер № 6.

## Населення
За даними перепису 2016 року, літнє село нараховувало 86 осіб постійного населення, показавши зростання на 32,3%, порівняно з 2011-м роком. Середня густина населення становила 39,9 осіб/км².
З офіційних мов обидвома одночасно володіли 5 жителів, тільки англійською — 85. Усього 5 осіб вважали рідною мовою не одну з офіційних.
Працездатне населення становило 35 осіб (46,7% усього населення), рівень безробіття — 28,6%.

## Клімат
Середня річна температура становить 2,8°C, середня максимальна – 21,3°C, а середня мінімальна – -18,6°C. Середня річна кількість опадів – 468 мм.
| Клімат поселення                              | Клімат поселення | Клімат поселення | Клімат поселення | Клімат поселення | Клімат поселення | Клімат поселення | Клімат поселення | Клімат поселення | Клімат поселення | Клімат поселення | Клімат поселення | Клімат поселення | Клімат поселення |
| Показник                                      | Січ.             | Лют.             | Бер.             | Квіт.            | Трав.            | Черв.            | Лип.             | Серп.            | Вер.             | Жовт.            | Лист.            | Груд.            |                  |
| Середній максимум, °C                         | −6,7             | −3,36            | 1,53             | 9,79             | 15,78            | 19,98            | 21,30            | 20,65            | 15,37            | 9,75             | 0,30             | −5,5             |                  |
| Середня температура, °C                       | −12,65           | −9,3             | −4,4             | 3,85             | 9,83             | 14,03            | 16,40            | 15,74            | 10,46            | 4,84             | −4,61            | −10,42           |                  |
| Середній мінімум, °C                          | −18,6            | −15,25           | −10,36           | −2,09            | 3,87             | 8,08             | 11,49            | 10,83            | 5,56             | −0,07            | −9,52            | −15,33           |                  |
| Норма опадів, мм                              | 21               | 14               | 22               | 21               | 45               | 83               | 94               | 65               | 45               | 21               | 19               | 18               |                  |
| Середньомісячна швидкість вітру, м/с          | 3.59             | 3.50             | 3.70             | 4.00             | 4.00             | 3.70             | 3.30             | 3.16             | 3.40             | 3.62             | 3.78             | 3.70             |                  |
| Середньомісячна сонячна радіація, кДж/м²·день | 3784             | 7454             | 12342            | 17477            | 20870            | 22201            | 22656            | 19068            | 13167            | 7906             | 4076             | 2825             |                  |
| --------------------------------------------- | ---------------- | ---------------- | ---------------- | ---------------- | ---------------- | ---------------- | ---------------- | ---------------- | ---------------- | ---------------- | ---------------- | ---------------- | ---------------- |
| Джерело:                                      |                  |                  |                  |                  |                  |                  |                  |                  |                  |                  |                  |                  |                  |